# لوید بیتزر
لوید بیتزر (انگلیسی: Lloyd Bitzer؛ زادهٔ ۱ ژانویهٔ ۱۹۳۱، درگذشت ۱۳ اکتبر ۲۰۱۶) دانشمند علوم بلاغی اهل ایالات متحده آمریکا بود. او تحقیق‌های خود را در کالج اجوود آغاز کرد و در سال ۱۹۶۲ از دانشگاه ایووا مدرک دکترایش را گرفت.
بیتزر در سال ۱۹۶۸ نظریهٔ معروف خود مدعو به موقعیت بلاغی منتشر کرد. این نظریه از تاثیرگذارترین آثار در علوم بلاغی است.